# Aino Taube
Aino Taube (Espergærde, Dánia, 1912. július 11. – Stockholm, 1990. július 11.) svéd színésznő.

## Élete és pályafutása
Híres művészcsaládban született. Édesapja, Mathias Taube szintén színész volt, édesanyja Ella pedig jónevű újságíró. A család leghíresebb tagja zenész nagybátyja, Evert Taube volt. 
1930 és 1932 között a Svéd Királyi Színház színiskolájának hallgatója volt. Filmes debütálására 1931-ben került sor a Skepparkärlek című vígjátékban. Pályafutása alatt közel 50 filmben szerepelt.

## Fordítás
- Ez a szócikk részben vagy egészben  az   Aino_Taube című svéd Wikipédia-szócikk fordításán alapul.  Az eredeti cikk szerkesztőit annak laptörténete sorolja fel. Ez a jelzés csupán a megfogalmazás eredetét és a szerzői jogokat jelzi, nem szolgál a cikkben szereplő információk forrásmegjelöléseként.